# Cecília Kerche
Cecília Kerche (Lins, 14 de outubro de 1960) é uma bailarina brasileira, que assumiu em 1986 a posição de primeira bailarina do Teatro Municipal do Rio de Janeiro.
Aluna de Halina Biernacka tornou-se a primeira bailarina do Teatro Municipal do Rio de Janeiro.